# 三善為長
三善 為長（みよし の ためなが）は、平安時代中期から後期にかけての貴族。算博士・三善雅頼の子。官位は従四位下・主税権助。

## 経歴
後朱雀朝の長暦3年（1039年）に算博士に任官すると、以降40年以上に亘ってこれを務める。後冷泉朝に入ると主税権助にも任ぜられたほか、美濃介・越後介・越前介・土佐介・備前権介と地方官も兼ねた。また、後冷泉朝末の治暦3年（1067年）大外記に任ぜられ、後三条朝の延久元年（1069年）には、長年の労により紀伝道以外の学者ながら対策の問答博士も務めた。
延久3年（1071年）大外記を辞すが、延久4年（1072年）までに正五位下に叙せられる。白河朝の承暦3年（1079年）従四位下に至り、この頃播磨介も兼ねた。永保元年（1081年）8月3日卒去。
実子・雅仲（大外記・算博士）がいたものの、算道に通じた門人・射水為康を養子に迎えて跡継ぎとした。

## 官歴
- 長暦3年（1039年） 日付不詳：算博士
- 寛徳2年（1045年） 4月：兼美濃介[1]
- 永承4年（1049年） 日付不詳：去美濃介（秩満）[1]
- 天喜2年（1054年） 2月：兼越後介[1]
- 時期不詳：従五位上。主税権助
- 天喜4年（1056年） 10月28日：見主税権助算博士兼越前介[2]
- 康平3年（1060年） 日付不詳：兼土佐介[3]
- 治暦2年（1066年） 日付不詳：兼備前権介[3]
- 治暦3年（1067年） 日付不詳：大外記、余官如元[4]
- 延久元年（1069年） 2月17日：大外記主税権助算博士兼備前権介[5]
- 延久3年（1071年） 日付不詳：止大外記?[4]
- 時期不詳：正五位下
- 延久4年（1072年） 正月23日：見主税権助算博士兼淡路守[6]
- 承暦2年（1078年） 12月30日：見主税権助算博士兼播磨介[7]
- 承暦3年（1079年） 日付不詳：従四位下
- 承暦4年（1080年） 12月27日：見主税権助算博士兼播磨介[8]
- 永保元年（1081年） 8月3日：卒去

## 系譜
- 父：三善雅頼
- 母：不詳
- 妻：不詳
  - 男子：三善雅仲
- 養子
  - 男子：三善為康（1049-1139） - 越中国の豪族射水氏の出身